# Partido de la Concertación
El Partido de la Concertación fue un partido político uruguayo de carácter instrumental que nació en Montevideo con el objetivo de unir a votantes de los partidos tradicionales, Partido Colorado y Partido Nacional, para presentarse conjuntamente en las elecciones departamentales y municipales en Montevideo en mayo de 2015.

## Historia

Bandera del Partido de la Concertación.

El Partido de la Concertación surgió como una iniciativa de nuclear principalmente a votantes de los partidos tradicionales (Partido Nacional y Partido Colorado), a través de un nuevo partido político.
En un principio, el cometido del Partido de la Concertación era disputarle la Intendencia de Montevideo al Frente Amplio, pero no tenía intenciones de presentarse para las elecciones nacionales, por lo que solo compitió a nivel departamental. Su candidato para las elecciones presidenciales de 2014 fue José Luis Vera de manera protocolar.
Ya en 2012, en el Partido Nacional, Jorge Gandini anunció su intención de ser candidato. Sin embargo, ante la victoria del herrerismo ante el wilsonismo, Gandini no pudo obtener apoyo y se eligió en su lugar a Garcé. El colorado Ney Castillo también se propuso inicialmente como candidato, pero no obtuvo suficiente y renunció a la candidatura, tras lo cual el Partido Colorado designó a Rachetti.
La Concertación pretendía incorporar a un tercer candidato independiente. Edgardo Novick, un empresario sin antecedentes en la política, fue aceptado por la convención del partido en febrero de 2015.
El partido presentó tres candidatos a la Intendencia de Montevideo: Álvaro Garcé (del Partido Nacional), Ricardo Rachetti (del Partido Colorado) y Edgardo Novick (independiente). En la primera elección del Partido de la Concertación, en las elecciones municipales en Montevideo del 10 de mayo de 2015, Novick fue el segundo candidato más votado con 210.230 votos, superando por amplio margen a la suma de los votos obtenidos por Garcé (103.646) y Rachetti (15.680).
Gracias a la unión, el Partido de la Concertación logra ganar dos de los ocho municipios de Montevideo, el Municipio CH, donde triunfa Andrés Abt del Partido Nacional y el Municipio E, donde triunfa Francisco Platero también del Partido Nacional.

## Período 2015-2020
Novick formó su propio partido político en 2016, el Partido de la Gente.
En las elecciones internas de 2019, el Partido de la Concertación no alcanzó el mínimo exigible de 500 votos, con lo que quedó inhabilitado para presentarse a las elecciones departamentales de 2020.